# Аракатака
Аракатака (исп. Aracataca) — город и муниципалитет на одноимённой реке в Колумбии, в департаменте Магдалена. Основан в 1885 году. В этом городе родился писатель Габриэль Гарсиа Маркес. Считается, что в его всемирно известном романе «Сто лет одиночества» под названием Макондо изображена именно Аракатака. В 2006 году прошёл референдум по вопросу о переименовании Аракатаки в Макондо, но порог явки не был преодолён.